# Robert Skelton
Robert Danforth Skelton (25 giugno 1903 – Houston, 25 giugno 1977) è stato un nuotatore statunitense.
Specializzato nella rana ha vinto la medaglia d'oro nei 200 m ai Giochi olimpici di Parigi 1924.
È diventato uno dei Membri dell'International Swimming Hall of Fame.
È stato primatista mondiale dei 200 m rana.

## Palmarès
- Olimpiadi
  - Parigi 1924: oro nei 200 m rana.